# Carlepont
Carlepont és un municipi francès, situat al departament de l'Oise i a la regió dels Alts de França. L'any 2007 tenia 1.440 habitants.

## Demografia

### Població
El 2007 la població de fet de Carlepont era de 1.440 persones. Hi havia 508 famílies de les quals 100 eren unipersonals (52 homes vivint sols i 48 dones vivint soles), 164 parelles sense fills, 216 parelles amb fills i 28 famílies monoparentals amb fills.
La població ha evolucionat segons el següent gràfic:
Habitants censats

### Habitatges
El 2007 hi havia 587 habitatges, 523 eren l'habitatge principal de la família, 30 eren segones residències i 33 estaven desocupats. 578 eren cases i 5 eren apartaments. Dels 523 habitatges principals, 442 estaven ocupats pels seus propietaris, 67 estaven llogats i ocupats pels llogaters i 14 estaven cedits a títol gratuït; 1 tenia una cambra, 18 en tenien dues, 63 en tenien tres, 150 en tenien quatre i 291 en tenien cinc o més. 413 habitatges disposaven pel capbaix d'una plaça de pàrquing. A 197 habitatges hi havia un automòbil i a 294 n'hi havia dos o més.

### Piràmide de població
La piràmide de població per edats i sexe el 2009 era:
| Homes | Edats   | Dones |
| ----- | ------- | ----- |
| 0     | 95 o +  | 0     |
| 4     | 90 a 94 | 4     |
| 8     | 85 a 89 | 8     |
| 4     | 80 a 84 | 8     |
| 4     | 75 a 79 | 8     |
| 20    | 70 a 74 | 20    |
| 16    | 65 a 69 | 24    |
| 36    | 60 a 64 | 28    |
| 52    | 55 a 59 | 24    |
| 76    | 50 a 54 | 84    |
| 68    | 45 a 49 | 64    |
| 52    | 40 a 44 | 40    |
| 48    | 35 a 39 | 28    |
| 64    | 30 a 34 | 40    |
| 60    | 25 a 29 | 48    |
| 40    | 20 a 24 | 32    |
| 36    | 15 a 19 | 60    |
| 84    | 10 a 14 | 52    |
| 24    | 5 a 9   | 56    |
| 20    | 0 a 4   | 36    |

## Economia
El 2007 la població en edat de treballar era de 994 persones, 734 eren actives i 260 eren inactives. De les 734 persones actives 667 estaven ocupades (377 homes i 290 dones) i 67 estaven aturades (33 homes i 34 dones). De les 260 persones inactives 76 estaven jubilades, 86 estaven estudiant i 98 estaven classificades com a «altres inactius».

### Ingressos
El 2009 a Carlepont hi havia 527 unitats fiscals que integraven 1.401,5 persones, la mediana anual d'ingressos fiscals per persona era de 19.334 €.

### Activitats econòmiques
Dels 48 establiments que hi havia el 2007, 1 era d'una empresa alimentària, 4 d'empreses de fabricació d'altres productes industrials, 13 d'empreses de construcció, 6 d'empreses de comerç i reparació d'automòbils, 3 d'empreses de transport, 2 d'empreses d'hostatgeria i restauració, 1 d'una empresa financera, 3 d'empreses immobiliàries, 8 d'empreses de serveis, 6 d'entitats de l'administració pública i 1 d'una empresa classificada com a «altres activitats de serveis».
Dels 15 establiments de servei als particulars que hi havia el 2009, 1 era una oficina de correu, 2 tallers de reparació d'automòbils i de material agrícola, 2 paletes, 3 guixaires pintors, 1 fusteria, 1 lampisteria, 3 electricistes, 1 empresa de construcció i 1 perruqueria.
Dels 4 establiments comercials que hi havia el 2009, 1 era una botiga de menys de 120 m², 2 carnisseries i 1 una joieria.
L'any 2000 a Carlepont hi havia 3 explotacions agrícoles que ocupaven un total de 243 hectàrees.

## Equipaments sanitaris i escolars
El 2009 hi havia una escola elemental.

## Poblacions més properes
El següent diagrama mostra les poblacions més properes.